# Suphisellus lineatus
Suphisellus lineatus là một loài bọ cánh cứng trong họ Noteridae. Loài này được Horn miêu tả khoa học đầu tiên năm 1871.